# 阿含密教
密教（みっきょう）には、平安時代に成立した真言宗の密教と天台宗の密教がある。真言宗の密教を東密、天台宗の密教を台密という。昭和の時代に阿含宗が阿含密教を提唱した。このことは阿含宗の開祖、桐山靖雄の『阿含密教いま』に記載されている。

## 概要
阿含宗において祀られているスリランカから送られた仏舎利は真正仏舎利であると、阿含宗は主張している。しかし真正仏舎利とは歴史上の仏教の開祖、すなわち釈迦の遺骨のことであり、阿含宗の仏舎利はこれにあたらない。日本の各地において仏舎利と称されているものが祀られている。これらのほとんどは仏舎利に代わる尊いものを仏舎利として祀っている。阿含宗の仏舎利も仏舎利の代わりとなるものを仏舎利として祀っているのであって、阿含宗において祀られている仏舎利は真正仏舎利ではない。
阿含宗の開祖、桐山靖雄は自身の著作『守護霊の系譜－こうして守護霊を持て』、253ページにおいて、スリランカから阿含宗へ贈られた仏舎利は1881年、インド・ビハール州ブッダガヤーの金剛法座の下から発掘されたものであると記述している。これが本当ならばセイロンから阿含宗へ贈られた仏舎利は真正仏舎利ではないということになる。真正仏舎利ではなくただの仏舎利である。1881年に行われた金剛法座の下の発掘調査に関しては、発掘にあたったCUNNINGHAMによって報告書が書かれている。だが、これらの中には遺骨は出てこなかった。
高野山で学修灌頂入壇伝灯大阿闍梨の位を受けた織田隆弘は「信仰に迷わぬ百問答」の中で「釈尊の直接の教えは『阿含経』だからそれに基づくのが一番正しいという説がありますがどうですか」の問いに対して「それで阿含経を信じるものが密教によって涅槃に入るというのは、全くナンセンスです。密教と阿含経とは仏教の指導法に非常に違いがあり、伴って阿含経の仏説では密教的な行いは最も排斥されています。護摩をたいたり、占いをしたりすることは阿含経では全く認められないことです。要するに、阿含経では現世利益、超能力を売り物にしたり、人間の欲望が成就するよう仏に頼むことを、犯罪同然に戒めているのです。ですから、看板に阿含経を唱えても、中身に密教を使うということはナンセンスも良いところで、全くの素人騙しのものと言われてもやむを得ないのです。」と非難している。つまり、阿含経と密教は非常に違いがあることを述べている。よって、阿含密教なるものは成り立たないと考えている。阿含宗は護摩をたいたり、占いをしたり、現世利益、超能力を売り物にする宗教であり、この非難は阿含宗に向けたものだと考えられる。